# Espresso

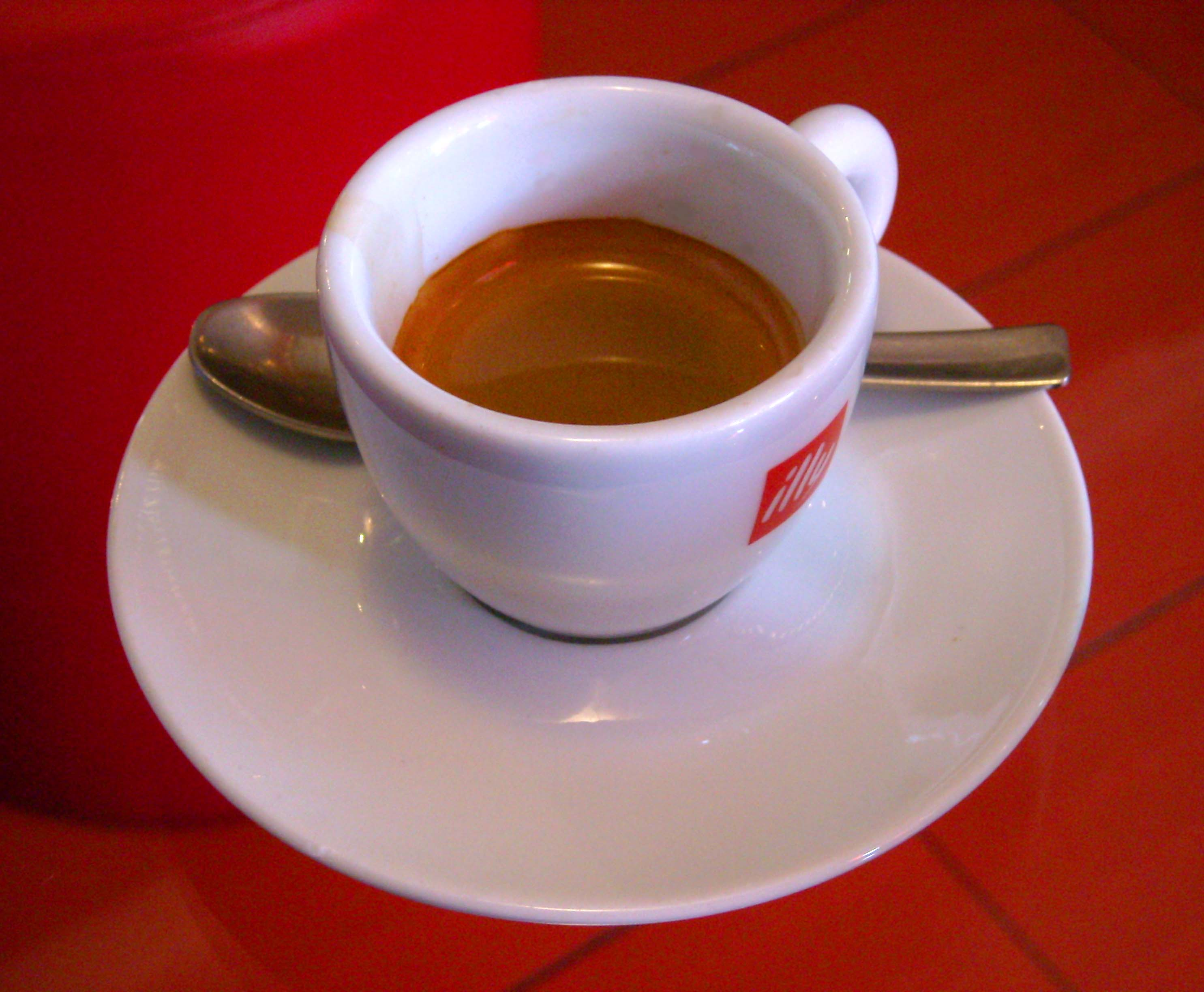
Šálek espressa

Caffè espresso je kávový nápoj původem z Itálie. V Česku či na Slovensku se také používají pro tento nápoj termíny preso, presso, expreso, nebo piccolo z italského výrazu pro „malý“, ačkoliv jsou tyto výrazy považovány některými experty za nesmyslné, respektive v italském prostředí neexistují, některé české prodejny tyto názvy ve své nabídce mají.

## Etymologie výrazu
O původu výrazu, resp. přesném významu slova „espresso“, se vedou debaty. Ačkoli některé zdroje uvádějí prostě „vytlačený“, (výraz „espresso“ je svým původem příbuzný např. s výrazem „express“ – expresní, rychlý, vyjádřit apod., s významem „tady a teď“, „rychle“), což může rovněž souviset s rychlým způsobem přípravy kávy espresso.
Konkrétně výraz espresso pochází z italštiny, kde je příčestím (z inf. esprimere – „vyjádřit“, ale též „vytlačit“ apod.), zde snad s významem „vyjádřit“ (názor, přání, pocit). Italové ovšem o kávě obvykle hovoří pouze jako o „caffè“ (káva), přičemž právě způsob „espresso“ je nejběžněji konzumovanou formou. Původ se však vztahuje k dobám, kdy bylo espresso připraveno a podáváno na barech „na přání“ (all'espresso) zákazníka. Zřejmě tedy nemá název souvislost s tlakem, při kterém se tento druh kávy připravuje (ex- = vy-, presso = tlačit).

## Náležitosti a příprava

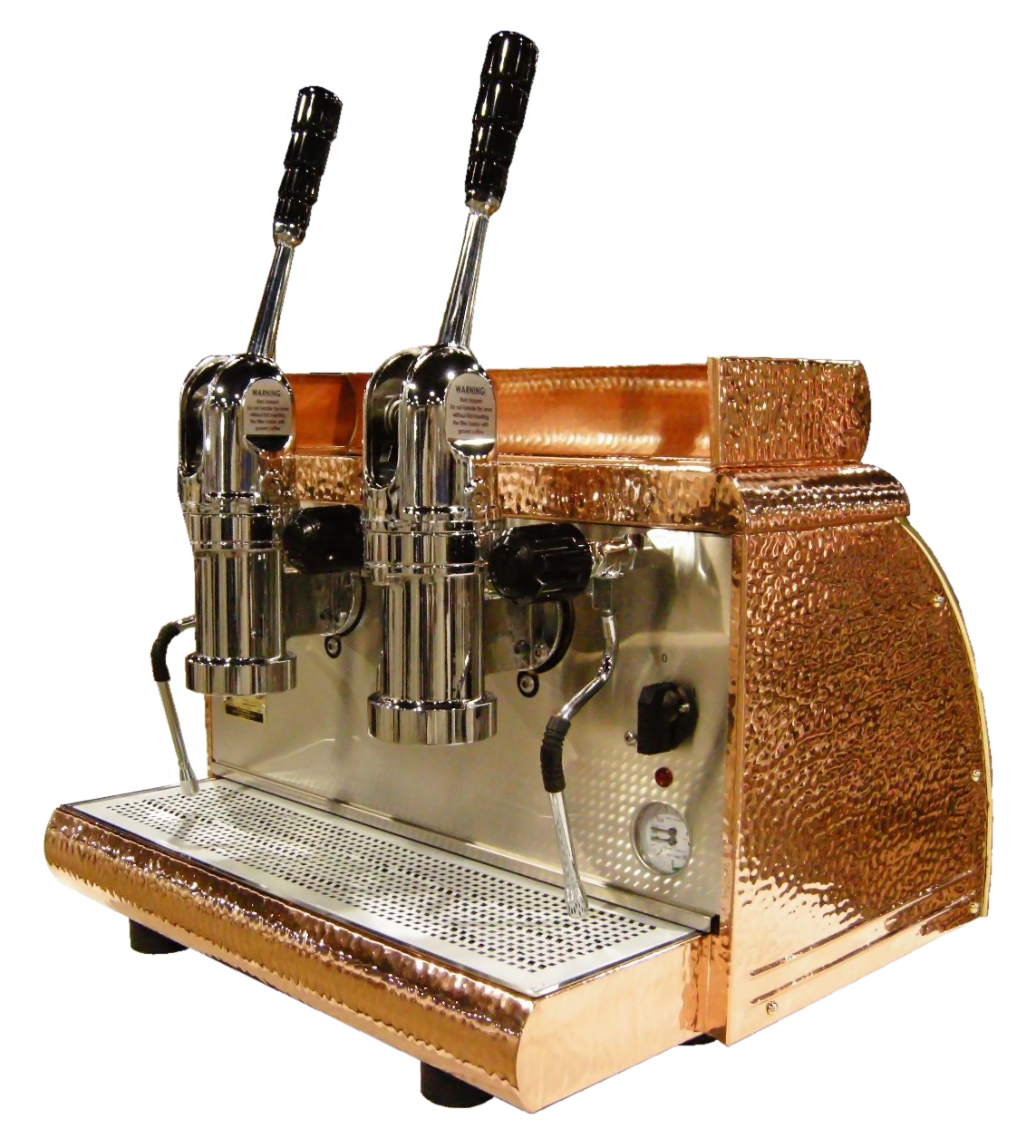
Italský ručně vyráběný espresso kávovar Victoria Arduino Athena Leva

Italské espresso se připravuje zpravidla ze 7 gramů kávy pomleté v mlýnku na kávu, která se dá do páky a stlačí pěchovadlem. Páku vložíme do kávovaru a káva je pak protlačena vodou o tlaku 8–10 barů a teplotě 88–90 °C do nahřátého hrníčku (ten se nahřívá na ploše kávovaru předem, aby espresso udrželo svoji teplotu – proto se hrníčky staví na kávovar dnem, případně je lze předem nahřát horkou vodou). Vytéká cca 25 sekund a obsahuje 25-30 ml tekutiny. Na hladině je kréma (créma) barvy lískového oříšku silná cca 1–2 mm. Tmavší barva pěny znamená příliš vysoký tlak vzniklý při filtraci, daný např. velkým manuálním stlačením kávy ve filtru nebo velmi jemným namletím kávy. Výsledkem může být hořká nebo také „přepálená“ chuť nápoje.
Dodržení všech podmínek tlaku, teploty a času je důležité pro správnou extrakci. Často se chybuje v době přípravy a objemu nápoje. Správné espresso má pouze 25–30 ml tekutiny, což v hrníčku vypadá jako malé množství a často je snahou nechat kávu protékat déle, což ovšem může zapříčinit nesprávnou chuť kávy. Pro větší objem je možné kávu doplnit horkou vodou (americano – káva je zředěná) nebo kávu připravit ze dvou až tří dávek (14 g resp. 21 g) do většího sítka. Káva je potom silnější.

## Nápoje připravené z espressa
| Typ                | Objem nápoje | Poznámky |
| ------------------ | ------------ | --- |
| Espresso           | 25-30 ml     | Základní nápoj ze kterého vychází další mléčné i nemléčné kávové nápoje. |
| Espresso macchiato | 30-40 ml     | Macchiato [makiáto] znamená italsky flek nebo skvrna. Podle klasického italského způsobu se do espressa přidává lžíce mléčné pěny, podle moderního způsobu je po okraj naplněno mikropěnou. |
| Lungo              | 60-70 ml     | Espresso doplněné horkou vodou v poměru 1:1. |
| Americano          | 150-180 ml   | Espresso doplněné horkou vodou v poměru 1:5. |
| Cappuccino         | 150-180 ml   | Připravuje se jako espresso s velkým množstvím mléka a mléčné pěny. Často se do cappuccina malují obrázky pomocí techniky Latè art.                                                         |
| Flat white         | 150-180 ml   | Původem australský nápoj, oproti cappuccinu obsahuje více kávy (dvojité espresso) a méně mléka s pěnou.                                                                                     |
| Caffè latte        | 250-280 ml   | Do espressa se nalije alespoň 210 g jemně našlehaného mléka s pěnou o teplotě 58–70 °C. Také se do něho malují obrázky pomocí techniky Lattè art.                                           |
| Latte macchiato    | 250 ml       | Do vysoké sklenice se naleje mléko a mléčná pěna, která se nechá alespoň půl minuty odstát, poté se do něj vleje jedna dávka (shot) espressa a tím vzniknou tři barevně odlišené vrstvy.    |

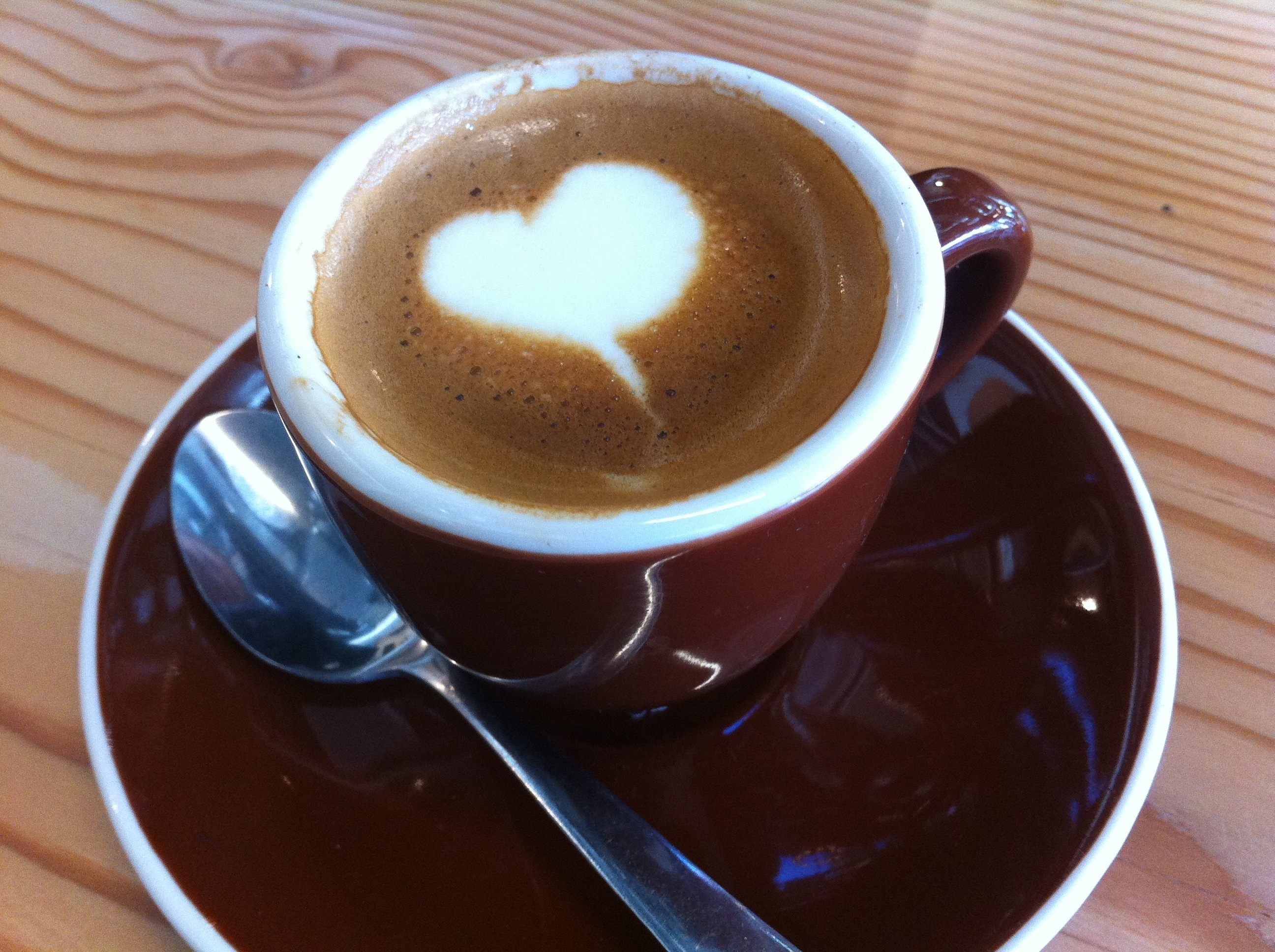
Espresso macchiato
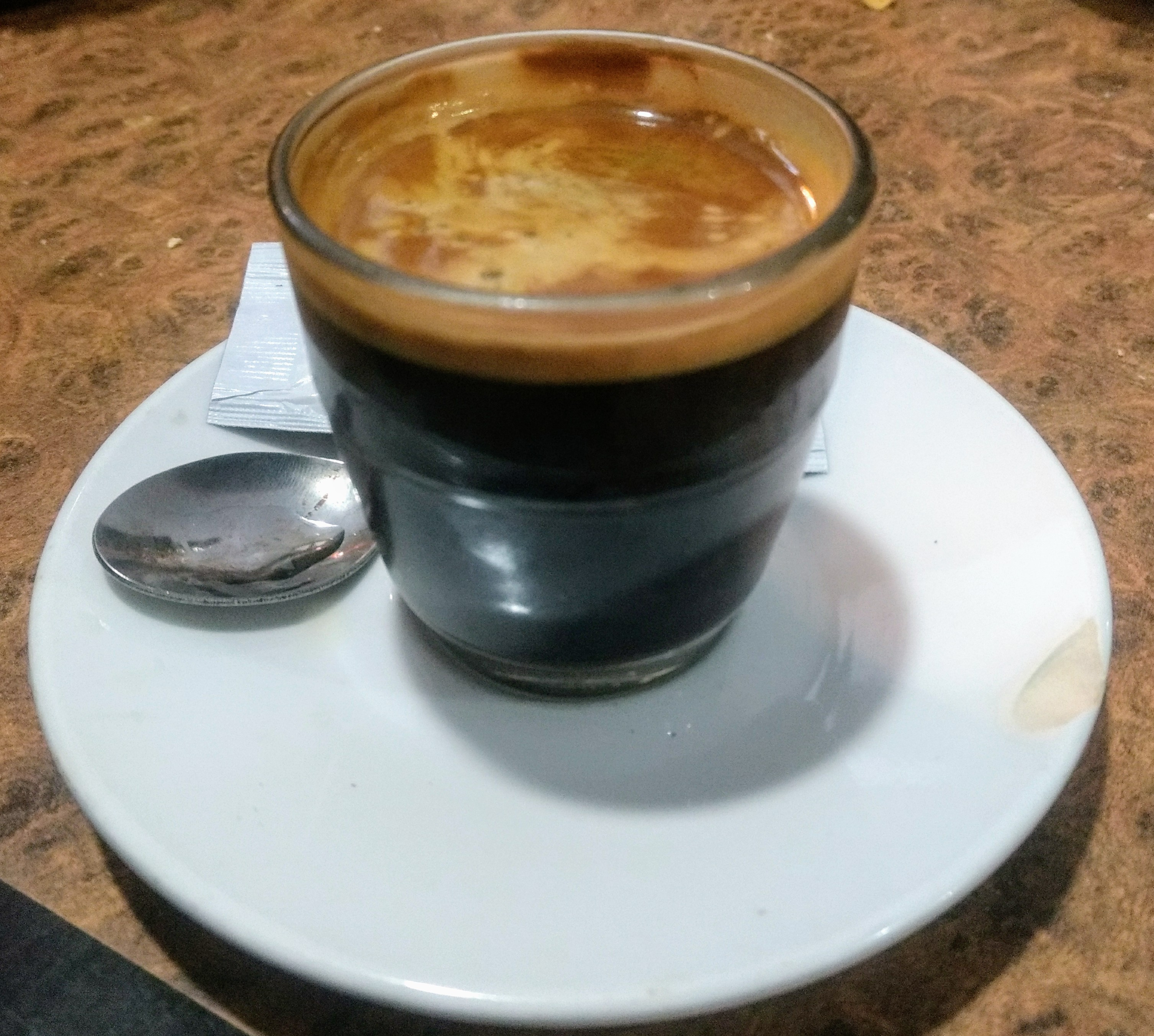
Lungo
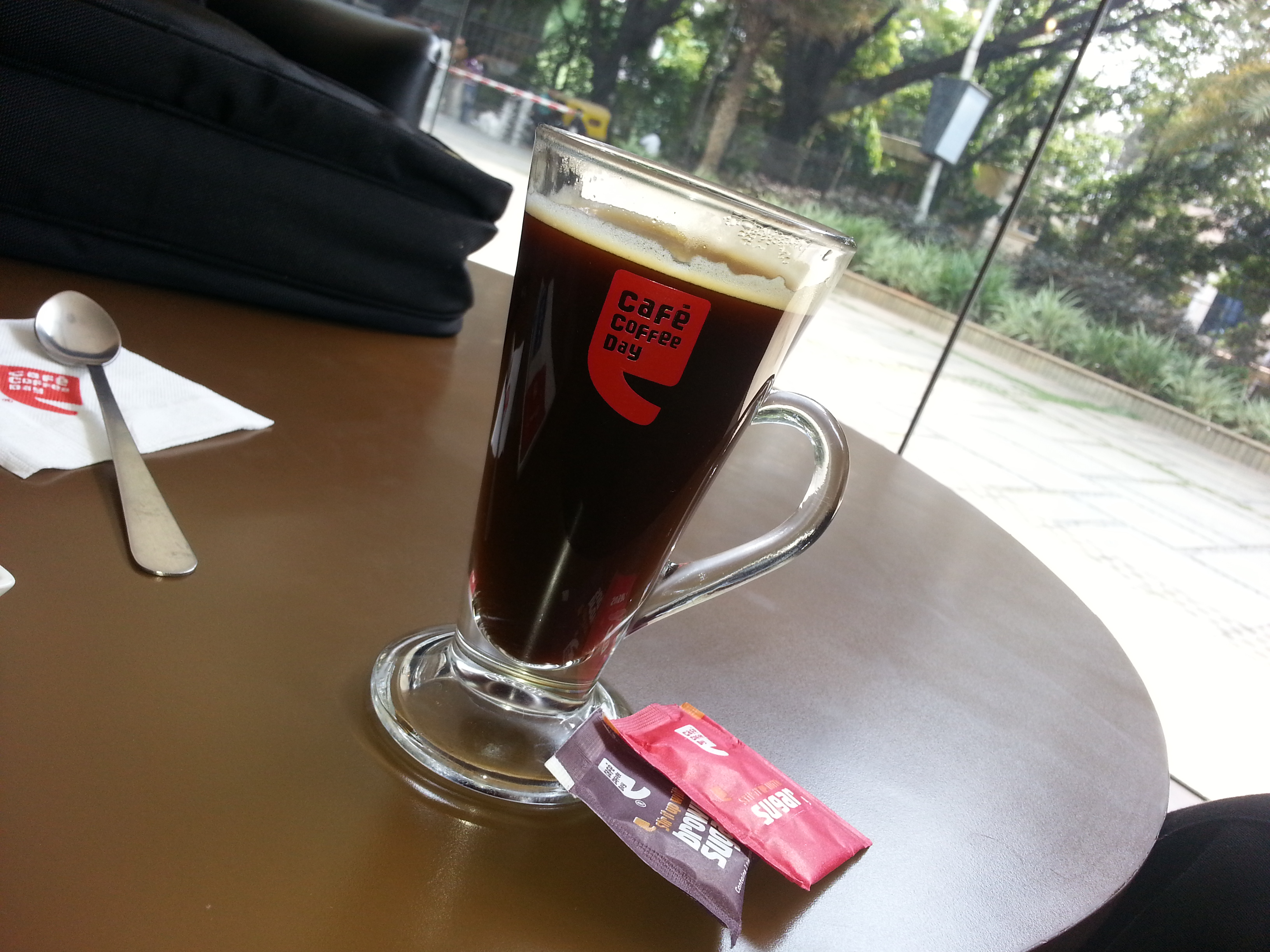
Americano
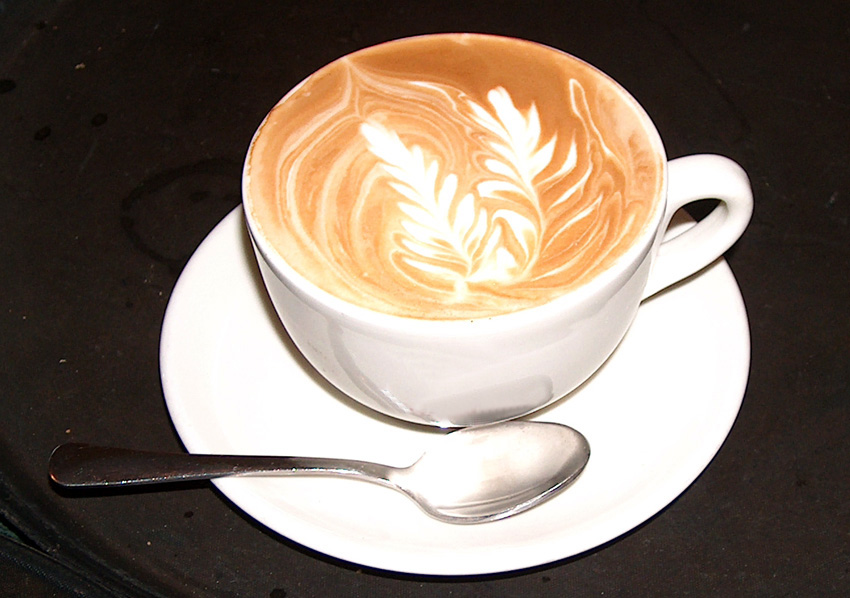
Cappuccino
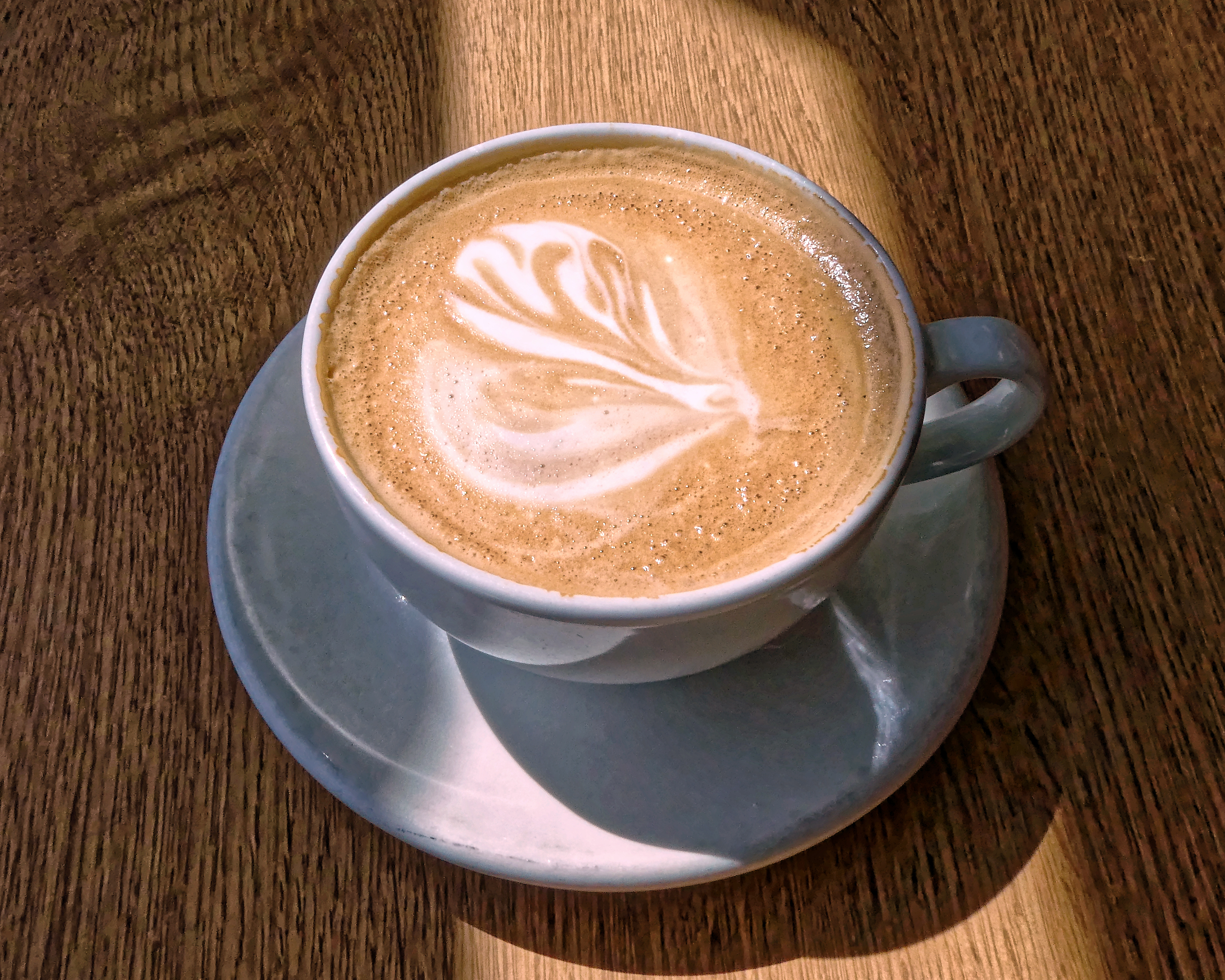
Flat white
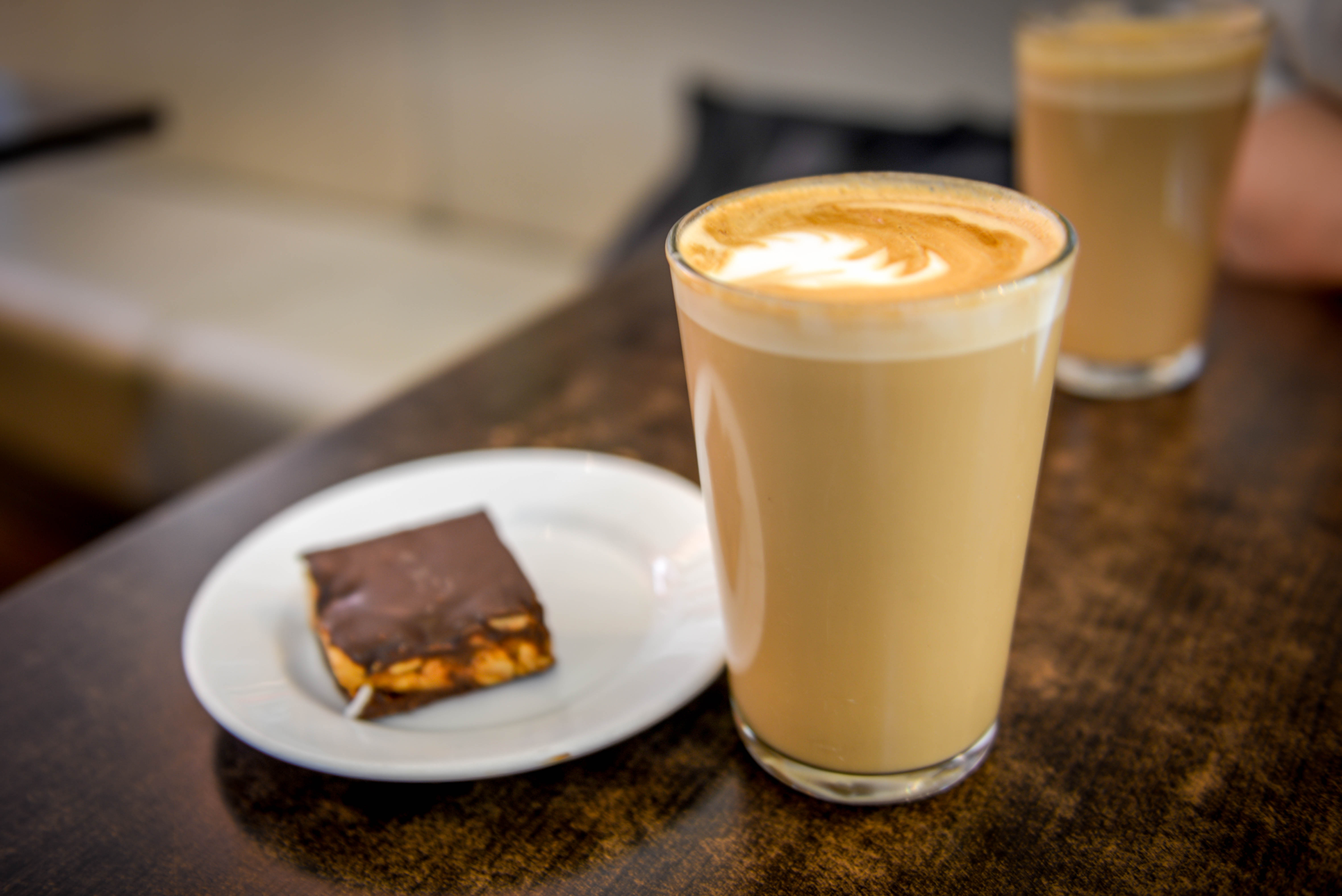
Caffè latte
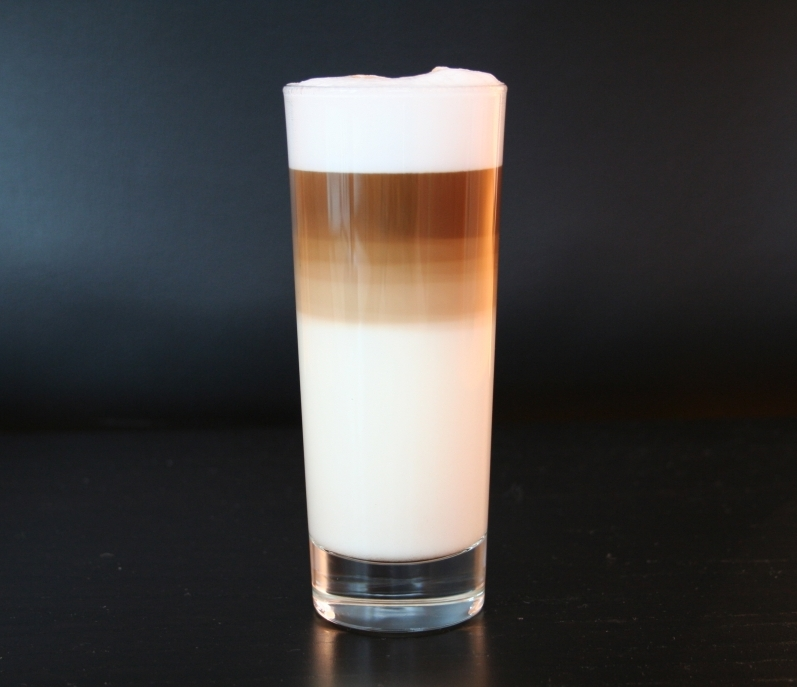
Latte macchiato
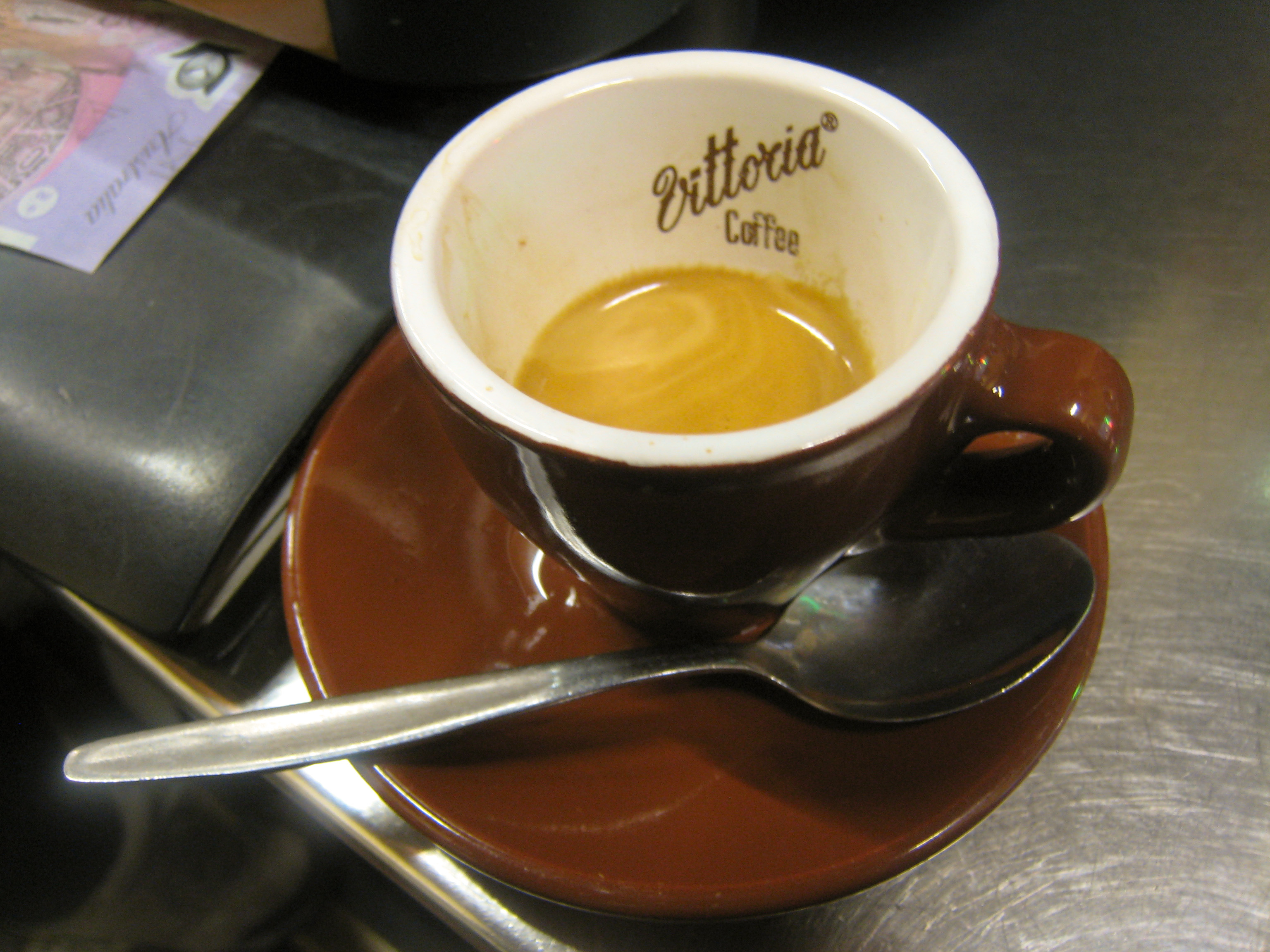
Ristretto
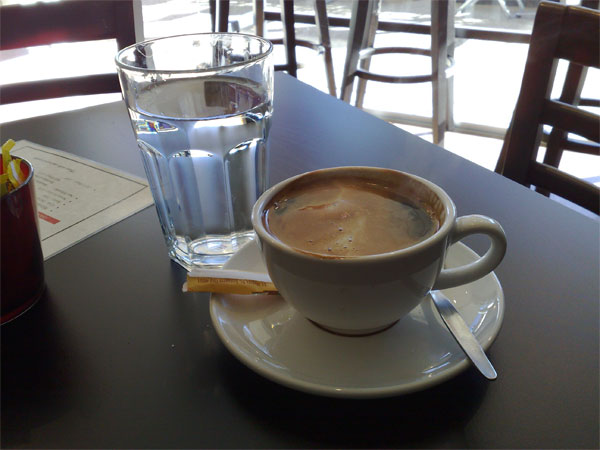
Long black
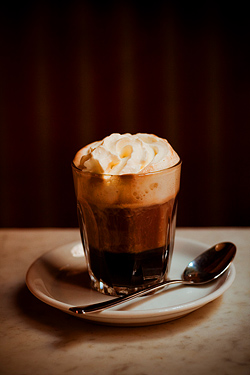
Vídeňská káva

Další varianty:
- Ristretto – „zhuštěné“ espresso na přibližně 20 ml, louhuje se v páce kratší dobu než espresso.[9][10]
- Caffè crema – „dlouhé“ espresso z více vody a hruběji umleté kávy, přibližně 120-180 ml
- Espresso con panna – espresso se smetanou
- Long black – na rozdíl od americana se nejprve nalévá horká voda a poté dvojité espresso
- Vídeňská káva – lungo se šlehačkou
- Café mocha – café latte s čokoládou
- Caffè corretto – (it. opravená káva) espresso s brandy, grappou nebo sambucou